# John Mills
 (juillet 2025).
Si vous disposez d'ouvrages ou d'articles de référence ou si vous connaissez des sites web de qualité traitant du thème abordé ici, merci de compléter l'article en donnant les références utiles à sa vérifiabilité et en les liant à la section « Notes et références ».
Pour les articles homonymes, voir John Mills (homonymie), Mills et Watts (nom de famille).
Sir John Mills est un acteur, producteur et réalisateur britannique (anglais), né Lewis Ernest Watts Mills à North Elmham (Norfolk, Angleterre) le 22 février 1908, mort à Denham (Buckinghamshire, Angleterre) le 23 avril 2005.

## Biographie
John Mills débute au théâtre à la fin des années 1920 et y joue régulièrement dans son pays natal. Il se produit également à Broadway (New York), dans deux pièces, en 1961 et 1987.
Au cinéma (britannique principalement), il apparaît de 1932 à 2003, notamment dans plusieurs films de David Lean (dont La Fille de Ryan en 1970 qui lui vaut un Oscar). En outre, il est producteur (et acteur) de deux films en 1949, puis réalisateur d'un film en 1966.
À la télévision, il joue dans des séries et téléfilms entre 1956 et 2001.
Il est l'époux en premières noces d'Aileen Raymond (en) (1910-2005) et en secondes noces de Mary Hayley Bell (1911-2005), ainsi que le père de Juliet Mills (1941-) et Hayley Mills (1946-) — nées, de même qu'un troisième enfant, de sa seconde union —, toutes quatre actrices. Hayley Mills est connue pour ses participations (comme son père) à des productions de Walt Disney, tel L'Espion aux pattes de velours de Robert Stevenson (1965).
En 1960, John Mills est fait Commandeur de l'Ordre de l'Empire britannique, puis anobli en 1976.

## Filmographie partielle
(comme acteur, sauf mention contraire)

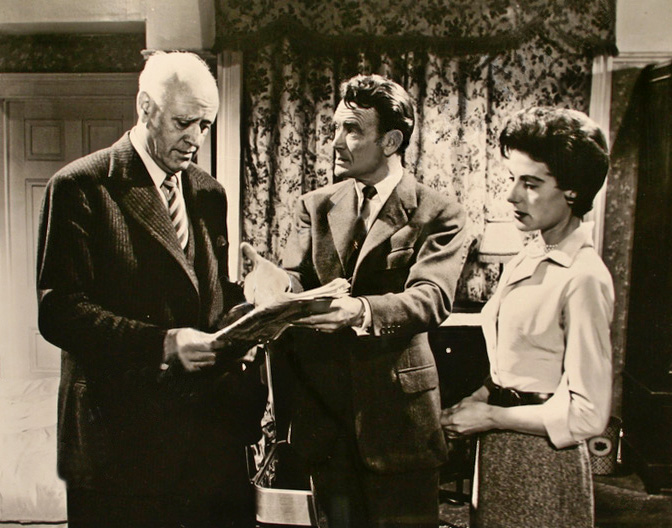
Alastair Sim, John Mills et Yvonne Mitchell (de g. à d.),
dans Escapade (1955).

### au cinéma
- 1932 : The Midshipmaid d'Albert de Courville
- 1933 : Britannia of Billingsgate de Sinclair Hill
- 1933 : The Ghost Camera de Bernard Vorhaus
- 1934 : River Wolves de George Pearson
- 1934 : A Political Party de Norman Lee
- 1934 : Those Were the Days de Thomas Bentley
- 1934 : The Lash de Henry Edwards
- 1934 : Blind Justice de Bernard Vorhaus
- 1934 : Doctor's Orders de Norman Lee
- 1935 : Marin de Sa Majesté (Brown on Resolution) de Walter Forde et Anthony Asquith : Albert Brown
- 1935 : Royal Cavalcade de Thomas Bentley
- 1935 : Forever England de Walter Forde
- 1935 : Charing Cross Road
- 1935 : Car of Dreams de Graham Cutts
- 1936 : The First Offence de Herbert Mason
- 1936 : Marie Tudor (Tudor Rose) de Robert Stevenson
- 1937 : Au service de sa Majesté (O.H.M.S) de Raoul Walsh
- 1937 : The Green Cockatoo de William Cameron Menzies
- 1939 : Au revoir Mr. Chips (Goodbye, Mr. Chips) de Sam Wood
- 1940 : Old Bill and Son de Ian Dalrymple
- 1941 :Cottage à louer (Cottage to Let) d'Anthony Asquith
- 1941 : L'Ineffable Professeur Davis (The Black Sheep of Whitehall) de Will Hay et Basil Dearden
- 1941 : The Big Blockade de Charles Frend
- 1942 : The Young Mr Pitt de Carol Reed
- 1942 : Ceux qui servent en mer (In which we serve) de Noël Coward et David Lean
- 1943 : Plongée à l'aube (We dive at Dawn) d'Anthony Asquith
- 1944 : Heureux Mortels (This Happy Breed) de David Lean
- 1944 : Un soir de rixe (en) (Waterloo Road) de Sidney Gilliat
- 1945 : Le Chemin des étoiles (The Way to the Stars) d'Anthony Asquith
- 1946 : Les Grandes Espérances (The Great Expectations) de David Lean
- 1947 : So Well Remembered d'Edward Dmytryk
- 1947 : L'Homme d'octobre (The October Man) de Roy Ward Baker
- 1948 : L'Épopée du capitaine Scott (Scott of the Antarctic) de Charles Frend
- 1949 : The History of Mr. Polly d'Anthony Pelissier (+ producteur)
- 1949 : The Rocking Horse Winner d'Anthony Pelissier (+ producteur)
- 1950 : La nuit commence à l'aube (Morning Departure) de Roy Ward Baker
- 1951 : Mr Denning Drives North de Anthony Kimmins
- 1952 : The Gentle Gunman de Basil Dearden et Michael Relph
- 1952 : L'Heure de la revanche (The Long Memory) de Robert Hamer
- 1954 : Chaussure à son pied (Hobson's Choice) de David Lean
- 1955 : Opération Tirpitz (Above Us the Waves) de Ralph Thomas
- 1955 : Les Indomptables de Colditz (The Colditz Story) de Guy Hamilton
- 1955 : Vivre un grand amour (The End of the Affair) d'Edward Dmytryk
- 1955 : Escapade de Philip Leacock
- 1956 : Guerre et Paix (War and Peace) de King Vidor
- 1956 : Le Collège endiablé (It's Great to Be Young) de Cyril Frankel
- 1956 : Le Tour du monde en quatre-vingts jours (Around the World in Eighty Days) de Michael Anderson
- 1956 : Le Bébé et le Cuirassé (The Baby & the Battleship), de Jay Lewis
- 1957 : Traqué par Scotland Yard (Town on Trial) de John Guillermin
- 1958 : Le Désert de la peur (Ice-Cold in Alex) de J. Lee Thompson
- 1958 : The Vicious Circle de Gerald Thomas
- 1958 : Dunkerque (Dunkirk) de Leslie Norman
- 1958 : Contre-espionnage à Gibraltar (I was Monty's Double) de John Guillermin
- 1959 : Summer of the Seventeenth Doll de Leslie Norman
- 1959 : Les Yeux du témoin (Tiger Bay) de J. Lee Thompson
- 1960 : Les Fanfares de la gloire (Tunes of Glory) de Ronald Neame
- 1960 : Les Robinsons des mers du Sud (Swiss Family Robinson) de Ken Annakin
- 1961 : Flammes dans la rue (Flame in the Streets) de Roy Ward Baker
- 1961 : La Fiancée de papa (The Parent Trap) de David Swift
- 1961 : Le Cavalier noir (The Singer Not the Song) de Roy Ward Baker
- 1962 : La Belle des îles (Tiara Tahiti) de Ted Kotcheff
- 1962 : Alerte sur le Vaillant (The Valiant) de Roy Ward Baker
- 1964 : L'aventure est au large (The Truth About Spring) de Richard Thorpe
- 1964 : Mystère sur la falaise (The Chalk Garden) de Ronald Neame
- 1965 : Opération Crossbow (Operation Crossbow) de Michael Anderson
- 1965 : Un caïd (King Rat) de Bryan Forbes
- 1966 : Chaque chose en son temps (The Family Way) de Roy Boulting
- 1966 : Sky West and Crooked (comme réalisateur), avec Hayley Mills, Ian McShane
- 1966 : Un mort en pleine forme (The Wrong Box) de Bryan Forbes
- 1966 : The Family Way de Roy Boulting
- 1967 : Chuka de Gordon Douglas
- 1967 : Africa Texas Style de Andrew Marton
- 1968 : Les Amours de Lady Hamilton de Christian-Jaque
- 1968 : Le tueur frappe trois fois (La morte non ha sesso) de Massimo Dallamano
- 1969 : Ah Dieu ! que la guerre est jolie (Oh ! What a Lovely War) de Richard Attenborough
- 1969 : Run Wild Run Free de Richard C. Sarafian

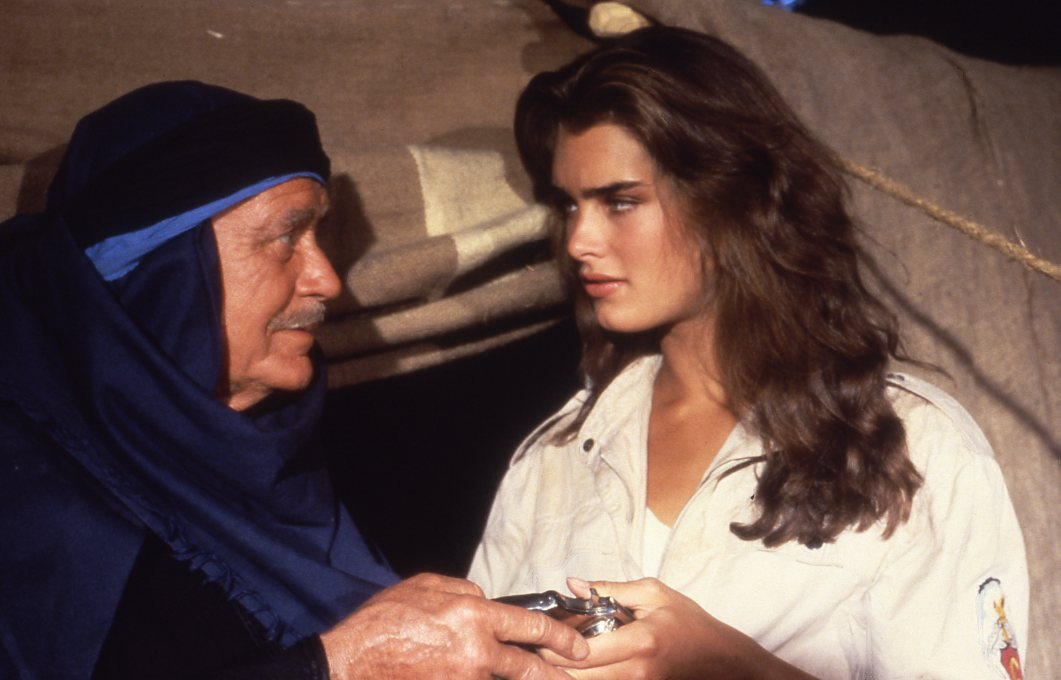
John Mills et Brooke Shields, dans Sahara (1983)

- 1970 : La Fille de Ryan (Ryan's Daughter) de David Lean
- 1972 : Les Griffes du lion (Young Winston) de Richard Attenborough
- 1973 : L'Or noir de l'Oklahoma (Oklahoma Crude) de Stanley Kramer
- 1975 : La Guerre des otages (The 'Human' Factor) d'Edward Dmytryk
- 1978 : Le Grand Sommeil (The Big Sleep) de Michael Winner
- 1978 : Les 39 Marches (The Thirty-Nine Steps) de Don Sharp
- 1982 : Gandhi de Richard Attenborough
- 1983 : Sahara d'Andrew McLaglen
- 1987 : Who's That Girl de James Foley
- 1996 : Hamlet de Kenneth Branagh
- 1997 : Bean de Mel Smith
- 2003 : Bright Young Things de Stephen Fry

### à la télévision
- 1979 : Série La croisière s'amuse (The Love Boat), un épisode
- 1980-1982 : Série Bizarre, bizarre (Tales of the Unexpected), trois épisodes
- 1992 : Frankenstein de David Wickes

## Théâtre (sélection)

### au Royaume-Uni
(pièces, jouées à Londres, sauf mention contraire)
- 1931-1932 : Cavalcade, comédie musicale, musique et lyrics de Noël Coward et autres, livret de N. Coward, avec Binnie Barnes, Mary Clare, Una O'Connor
- 1932-1933 : Words and Music, revue, de (et mise en scène par) Noël Coward, avec Romney Brent
- 1937-1938 : Pelissier's 'Follies of 1938', revue
- 1938-1939 : We at the Crossroads de Keith Winter, avec Jill Esmond
- 1938-1939 : She stoops to conquer d'Oliver Goldsmith, avec Pamela Brown
- 1939 : Des souris et des hommes (Of Mice and Men), adaptation du roman éponyme de John Steinbeck, avec Claire Luce, Niall MacGinnis
- 1949-1950 : The Damascus Blade de Bridget Boland, mise en scène de Laurence Olivier (à Bristol)
- 1951-1952 : Bobosse (Figure of Fun) d'André Roussin, adaptée par Arthur MacRae
- 1953 : The Uninvited Guest de Mary Hayley Bell, avec Joan Greenwood, Cathleen Nesbitt, Lyndon Brook (à Bristol)
- 1982-1983 : Little Lies de Joseph George Caruso, d'après Le Magistrat (The Magistrate) d'Arthur Wing Pinero (à Bath)
- 1985-1986 : The Petition de Brian Clark, avec Rosemary Harris

### à Broadway
- 1961-1962 : Lawrence d'Arabie (Ross) de Terence Rattigan, avec John Williams
- 1987 : Pygmalion de George Bernard Shaw, avec Lionel Jeffries, Peter O'Toole, Amanda Plummer

## Récompenses
- Mostra de Venise 1960 : Coupe Volpi pour la meilleure interprétation masculine pour Les Fanfares de la gloire ;
- Festival de San Sebastián 1967 : Prix du meilleur acteur pour Chaque chose en son temps ;
- Golden Globes 1971 : Golden Globe du meilleur acteur dans un second rôle pour La Fille de Ryan ;
- Oscars 1970 : Oscar du meilleur acteur dans un second rôle pour La Fille de Ryan ;
- Il a été nommé Disney Legends en 2002.
- Il a été fait commandeur de l'Ordre de l'Empire britannique le 31 décembre 1959.